# MORPG
MORPG（Multiplayer Online Role-Playing Game、マルチプレイヤーオンラインロールプレイングゲーム）は、「複数プレイヤー参加型オンラインRPG」などと訳され、オンラインゲームの一種でコンピューターRPGをベースとしたものを指す英語。複数のプレイヤーがネットワーク（インターネット）を用いて一つの世界で同時にRPGをプレイする。

## MMORPGとの違い
MORPGとMMORPGの違いは、一般的にひとつのワールド（サーバ）への参加人数の違いが挙げられる。この場合の参加人数とは、同じゲームをプレイしている総数ではなく、実際に同一の環境変数を共有するゲーム世界＝ワールド（サーバ）でプレイするプレーヤーの数のことである。MORPGは複数プレーヤー参加型オンラインRPGと訳され、これはMMORPGの概念と重る。つまり、MMORPGはMORPGの一種であり範疇の内にある英語である。